# Szent Ágnes-kolostor
A Szent Ágnes-kolostor (csehül Anežský klášter) Prága Óvárosában található (Anežská ulice 12.). A kolostor névadója I. Ottokár cseh király leánya, Prágai Szent Ágnes (Przemyśl Ágnes hercegnő). Mivel őt II. János Pál pápa csak 1989. november 12-én avatta szentté, az épület a régebbi könyvekben még Boldog Ágnes kolostorként szerepel. Főbejárata az Ágnes térre nyílik (Anenské náměstí 211/2, 948/3).

## Története
A kolostort I. Vencel cseh király alapította húga, Ágnes kérésére  körülbelül 1230-ban. Ágnes maga is belépett a klarissza rendbe, és idővel ő lett a rendfőnök.
A kolostortól nem messze egy Szent Lőrincnek szentelt templom állt, amelyet a templomos lovagrend használt. Miután V. Kelemen pápa a Vienne-i zsinaton 1312. március 22-én feloszlatta a lovagrendet, ezt a templomot és a hozzá tartozó udvart (amelyet később a kolostor vett körül) a Szent Anna-kolostorból jött dominikánusok vásárolták meg. Ezt nagy adománnyal támogatta Luxemburgi János cseh király és felesége, Přemysl Erzsébet. Ugyancsak jelentős adományokkal segítette a szerzeteseket 1324-ben, 1325-ben és 1329-ben Říčan földesura (akinek neve nem maradt fenn), akinek birtokai a közelben feküdtek, illetve a kolostorral határosak voltak. 1339-ben Konrád litoměřicei préposttól kaptak nagyobb adományt.
Eredetileg két (egy férfi és egy női) kolostorból, egy káptalani teremből és több kápolnából állt. A női kolostor volt Prága legnagyobb zárdája. Két templom kapcsolódott hozzá: a messze földön híres Szent Ferenc-templom (épült 1243-ban) és a női rend Szent Szalvátor-temploma (épült 1280 táján és nem azonos a Szalvátor utcában jelenleg is álló Szent Szalvátor-templommal). E két templomból mára csak a Szent Szalvátor-templom szentélye maradt meg.
A Szent Lőrinc-templomot a dominikánusok 1355-ben lebontották; a helyén 1365-ben már egy Szent Annának szentelt épület állt. Ebben a században az épületegyüttest jelentően bővítették, aminek eredményeként több szerzetes költözött át ide a közeli Szent Kelemen-kolostorból.
A 14. és 15. században az épületek állapota apránként romlott; nagy felújításukra 1616-ban került sor. Ekkor Anna királyné, Mátyás cseh király feleségének utasítására egyes épületrészeket át is építettek. Majd az 1660-as – 1670-es években még egyszer átépítették és bővítették.
Miután II. József 1782-ben feloszlatta a szerzetesrendeket, az épületben szegényházat és raktárt rendeztek be; állaga romlott.
Ezután az épületet Jan Ferdinánd Schönfeld üzletember (Schönfeld lovagja) vásárolta meg, hogy nyomdát létesítsen az épületben a Császári és Királyi Postaújságok kiadására. 1830-ban Schönfeld Jakub fiától Rudolf Haase és felesége, Hedvika megvásárolta meg a nyomdát a Haas-fivérek számára, és ők azt a Habsburg Birodalom legnagyobb nyomdájává bővítették, a 19. és 20. században kisebb belső átalakításokkal. Az államosítás után a telephelyet a Szabadság Kiadó nyomdája vette át, és 1977-ig működött ott. Ezután a helyreállított kolostorban a Cseh Nemzeti Galéria 19. századi történelmi és romantikus tájképeit állították ki. 
1992 és 1993 között a kolostor középrészét a Nemzeti Színház balettkarának igényeinek megfelelően építették át.

## Az épület
Eredeti, az első kerengőt körbefogó épületei még román stílusban épültek. A román boltívek töredékei a mai épületegyüttes keleti részének pincéjében maradtak fenn (csehWiki). A gótikus stílusú épületrészek a 14. századi bővítés, a késő reneszánsz jellegűek az 1616-os átépítés maradványai. A 17. század második felében Giovanni Domenico Orsi tervei alapján készült épületrészek kora barokk stílusúak.
A kolostor a kora gótikus stílus legjelentősebb építészeti emléke Prágában. Legújabb és legletisztultabb stílusú részén, a Szent Borbála-templomon közvetlenül felismerhetők a párizsi kora gótikus építészet stíluselemei.
Az Ágnes tér felé néző (fő) homlokzata kétszintes. Az épületek egy téglalap alakú udvart zárnak körül. Ennek hátulsó része az egykori, trapéz alakú Paradicsom-udvar, amely körül még láthatók az egykori kerengő gótikus árkádjainak maradványai. Az épületekben több barokk lépcsőház és kapu is megmaradt. A 948/3. bejárata feletti Szent Lőrinc-szobrot Jan Antonín Quitainer faragta 1750 körül.

## Jelenlegi funkciója
Az épületet 1993 óta Cseh Nemzeti Színház balettkara használja.

## Fordítás
Ez a szócikk részben vagy egészben  az   Anenský klášter (Staré Město) című cseh Wikipédia-szócikk ezen változatának fordításán alapul.  Az eredeti cikk szerkesztőit annak laptörténete sorolja fel. Ez a jelzés csupán a megfogalmazás eredetét és a szerzői jogokat jelzi, nem szolgál a cikkben szereplő információk forrásmegjelöléseként.